# نبی دهگا
[روستای نبی دهکا] در استان گیلان از توابع شهرستان آستانه اشرفیه در جاده بندر کیاشهر واقع شده است
روستای توریستی،گردشگری و ساحلی سفید رود
با طبیعتی فوق العاده و عالی و دنج با جاده ساحلی زیبا با اینکه فاصله با دریا و جاده ساحلی کیاشهر حدود ۵ کیلومتر هست ولی به تنهایی حدود ۷ کیلومتر ساحلی زیبا و دنج و آرامی را در بستر خود روستا جای داده است. این روستا دارای بقعه متبرکه 
آقاسید زکریا ع نیز می باشد در این روستا مردم بیشتر به دامداری و کشاورزی مشغول هستند دارای محصولات بادام زمینی مرغوب و برنج نیز می باشد این روستا دارای تیم فوتبال سفیدرود نبی دهکا با مربیگری کامبیز اسماعیلی به مقام قهرمانی ۴ جانبه محلات دست یافت و تیم والیبال این روستا با همکاری دهیاری و شورا به مقام نائب قهرمانی در تورنمنت محسن آباد دست یافت ازبازیکنان معروف تیم والیبال نبی دهکا می‌توان به اصغر مرادپور، حسین میرزایی، مجتبی اسماعیلی ،عارف فلاح
نام برد 

## جمعیت
این روستا در دهستان کیاشهر قرار دارد و براساس سرشماری مرکز آمار ایران در سال ۱۳۸۵، جمعیت آن ۳۳۰ نفر (۸۸خانوار) بوده‌است.